# Liste der Länderspiele der Fußballnationalmannschaft der Demokratischen Republik Kongo

Logo des Fédération Congolaise de Football-Association (FECOCA)

Diese Liste enthält alle Spiele der Fußballnationalmannschaft der Demokratischen Republik Kongo.

## Spiele

### Kongo-Léopoldville (1908–1966) und Kongo-Kinshasa (1966–1971)

#### 1948 bis 1949
| Nummer | Datum | Gegner        | Resultat | Anlass             | Austragungsort | Bemerkungen                                                       |
| ------ | ----- | ------------- | -------- | ------------------ | -------------- | ----------------------------------------------------------------- |
|        | 1948  | Nordrhodesien | 3:2      | Freundschaftsspiel | ? (BKG)        | Erstes Länderspiel, erstes Länderspiel gegen Nordrhodesien/Sambia |
|        | 1948  | Nordrhodesien | 2:3      | Freundschaftsspiel | ? (BKG)        |                                                                   |

#### 1950 bis 1959
| Nummer | Datum        | Gegner        | Resultat | Anlass             | Austragungsort | Bemerkungen                      |
| ------ | ------------ | ------------- | -------- | ------------------ | -------------- | -------------------------------- |
|        | März 1950    | Nordrhodesien | 0:1      | Freundschaftsspiel | ? (NRH)        |                                  |
|        | März 1950    | Nordrhodesien | 0:1      | Freundschaftsspiel | ? (NRH)        |                                  |
|        | Sep. 1953    | Kamerun       | 3:2      | Freundschaftsspiel | ? (BKG)        | Erstes Länderspiel gegen Kamerun |
|        | 2. Jan. 1956 | Kamerun       | 2:4      | Freundschaftsspiel | ? (BKG)        |                                  |

#### 1960 bis 1969
| Nummer | Datum         | Gegner                       | Resultat  | Anlass                                         | Austragungsort                  | Bemerkungen                                                                                |
| ------ | ------------- | ---------------------------- | --------- | ---------------------------------------------- | ------------------------------- | ------------------------------------------------------------------------------------------ |
|        | 12. Apr. 1963 | Mauretanien                  | 6:0       | Jeux de l’Amitié 1963 – Vorrunde               | Dakar (SEN)                     | Erstes offizielles FIFA-Länderspiel, erstes Länderspiel gegen Mauretanien                  |
|        | 13. Apr. 1963 | Republik Kongo               | 1:2       | Jeux de l’Amitié 1963 – Vorrunde               | Dakar (SEN)                     | Erstes Länderspiel gegen Kongo-Brazzaville/Republik Kongo                                  |
|        | 15. Apr. 1963 | Elfenbeinküste               | 0:1       | Jeux de l’Amitié 1963 – Vorrunde               | Dakar (SEN)                     | Erstes Länderspiel gegen Elfenbeinküste                                                    |
|        | 16. Apr. 1963 | Tunesien                     | 1:0       | Jeux de l’Amitié 1963 – Vorrunde               | Dakar (SEN)                     | Erstes Länderspiel gegen Tunesien                                                          |
|        | 24. Feb. 1964 | Republik Kongo               | 0:0       | Freundschaftsspiel                             | ? (Kongo-Léopoldville)          |                                                                                            |
|        | 22. Apr. 1964 | Kamerun                      | 2:2       | Freundschaftsspiel                             | ? (KMR)                         |                                                                                            |
|        | 13. Juli 1964 | Kamerun                      | 1:1       | Coupe des Tropiques 1964 – Vorrunde            | Yaoundé (KMR)                   |                                                                                            |
|        | 15. Juli 1964 | Zentralafrikanische Republik | ?:?       | Coupe des Tropiques 1964 – Vorrunde            | Yaoundé (KMR)                   | Erstes Länderspiel gegen Zentralafrikanische Republik, Ergebnis unbekannt                  |
|        | 17. Juli 1964 | Gabun                        | ?:?       | Coupe des Tropiques 1964-Halbfinale            | Yaoundé (KMR)                   | Erstes Länderspiel gegen Gabun, Ergebnis unbekannt, Sieg der Demokratischen Republik Kongo |
|        | 19. Juli 1964 | Kamerun                      | 1:2       | Coupe des Tropiques 1964 – Finale              | Yaoundé (KMR)                   |                                                                                            |
|        | 1965          | Ghana                        | 1:4       | Freundschaftsspiel                             | ? (GHA)                         | Erstes Länderspiel gegen Ghana                                                             |
|        | 9. Jan. 1965  | Togo                         | 3:0       | Freundschaftsspiel                             | ? (TOG)                         | Erstes Länderspiel gegen Togo                                                              |
|        | 17. Jan. 1965 | Elfenbeinküste               | 0:2       | Fußball-Afrikameisterschaft 1965/Qualifikation | ? (CIV)                         |                                                                                            |
|        | 1. Feb. 1965  | Republik Kongo               | 3:0       | Freundschaftsspiel                             | ? (Kongo-Kinshasa)              |                                                                                            |
|        | ??.04.1965    | Tschad                       | ?:?       | Afrikaspiele 1965/Qualifikation                | Léopoldville (DRK)              | Erstes Länderspiel gegen Tschad, Sieg für Kongo-Léopoldville                               |
|        | ??.04.1965    | Tschad                       | ?:?       | Afrikaspiele 1965/Qualifikation                | Léopoldville                    | Sieg für Kongo-Léopoldville                                                                |
|        | ??.04.1965    | Zentralafrikanische Republik | ?:?       | Afrikaspiele 1965/Qualifikation                | Léopoldville (DRK)              | Ergebnis unbekannt                                                                         |
|        | ??.04.1965    | Zentralafrikanische Republik | 8:2       | Afrikaspiele 1965/Qualifikation                | Léopoldville                    |                                                                                            |
|        | 03.04.1965    | Kamerun                      | 3:2       | Afrikaspiele 1965/Qualifikation                | Léopoldville                    |                                                                                            |
|        | 14.04.1965    | Kamerun                      | 3:1       | Afrikaspiele 1965/Qualifikation                | Léopoldville                    |                                                                                            |
|        | 19. Juli 1965 | Madagaskar                   | 7:0       | Afrikaspiele 1965 – Vorrunde                   | Brazzaville (Kongo-Brazzaville) | Erstes Länderspiel gegen Madagaskar                                                        |
|        | 20. Juli 1965 | Algerien                     | 1:4       | Fußball-Afrikaspiele 1965 – Vorrunde           | Brazzaville (Kongo-Brazzaville) | Erstes Länderspiel gegen Algerien                                                          |
|        | 21. Juli 1965 | Elfenbeinküste               | 1:1       | Fußball-Afrikaspiele 1965 – Vorrunde           | Brazzaville (Kongo-Brazzaville) |                                                                                            |
|        | 23. Juli 1965 | Togo                         | 5:1       | Fußball-Afrikaspiele 1965-Spiel um Platz 5–8   | Brazzaville (Kongo-Brazzaville) |                                                                                            |
|        | 25. Juli 1965 | Uganda                       | 6:2       | Fußball-Afrikaspiele 1965-Spiel um Platz 5     | Brazzaville (Kongo-Brazzaville) | Erstes Länderspiel gegen Uganda                                                            |
|        | 14. Aug. 1965 | Liberia                      | 1:2       | Fußball-Afrikameisterschaft 1965/Qualifikation | ? (LBR)                         | Erstes Länderspiel gegen Liberia                                                           |
|        | 5. Sep. 1965  | Elfenbeinküste               | 4:2       | Fußball-Afrikameisterschaft 1965/Qualifikation | ? (Kongo-Léopoldville)          |                                                                                            |
|        | 21. Sep. 1965 | Liberia                      | 3:2       | Fußball-Afrikameisterschaft 1965/Qualifikation | ? (Kongo-Léopoldville)          |                                                                                            |
|        | 12. Nov. 1965 | Ghana                        | 2:5       | Fußball-Afrikameisterschaft 1965 – Vorrunde    | Sousse (TUN)                    |                                                                                            |
|        | 14. Nov. 1965 | Elfenbeinküste               | 0:3       | Fußball-Afrikameisterschaft 1965 – Vorrunde    | Bizerta (TUN)                   |                                                                                            |
|        | 27. Feb. 1966 | Niger                        | 1:2       | Freundschaftsspiel                             | ? (NIG)                         | Erstes Länderspiel gegen Niger                                                             |
|        | 30. Juni 1966 | Ghana                        | 0:3       | Freundschaftsspiel                             | ? (LBR)                         |                                                                                            |
|        | 7. Aug. 1966  | Zentralafrikanische Republik | 5:0       | Freundschaftsspiel                             | ? (Kongo-Léopoldville)          |                                                                                            |
|        | 5. Nov. 1966  | Nigeria                      | 2:3       | Freundschaftsspiel                             | ? (NGA)                         | Erstes Länderspiel gegen Nigeria                                                           |
|        | 27. Nov. 1966 | Nigeria                      | 1:0       | Freundschaftsspiel                             | ? (Kongo-Léopoldville)          |                                                                                            |
|        | 2. Dez. 1966  | Gabun                        | 4:3       | Freundschaftsspiel                             | ?                               |                                                                                            |
|        | 3. Dez. 1966  | Zentralafrikanische Republik | 4:1       | Freundschaftsspiel                             | ? (ZAF)                         |                                                                                            |
|        | 1967          | Liberia                      | 4:1       | Freundschaftsspiel                             | ? (LBR)                         |                                                                                            |
|        | 4. Jan. 1967  | Gabun                        | 0:1       | Freundschaftsspiel                             | ? (GAB)                         |                                                                                            |
|        | 22. Jan. 1967 | Republik Kongo               | 4:1       | Freundschaftsspiel                             | ?                               |                                                                                            |
|        | Feb. 1967     | Togo                         | 4:2       | Freundschaftsspiel                             | ? (TOG)                         |                                                                                            |
|        | 24. Feb. 1967 | Uganda                       | 5:0       | Freundschaftsspiel                             | ? (UGA)                         |                                                                                            |
|        | 18. März 1967 | Sudan                        | 3:2       | Fußball-Afrikameisterschaft 1968/Qualifikation | Kinshasa                        | Erstes Länderspiel gegen Sudan                                                             |
|        | 25. März 1967 | Kenia                        | 4:5       | Freundschaftsspiel                             | ? (KEN)                         | Erstes Länderspiel gegen Kenia                                                             |
|        | 26. März 1967 | Kenia                        | 1:1       | Freundschaftsspiel                             | ? (KEN)                         |                                                                                            |
|        | 2. Apr. 1967  | Sudan                        | 0:1       | Fußball-Afrikameisterschaft 1968/Qualifikation | Khartum (SUD)                   |                                                                                            |
|        | 19. Apr. 1967 | Republik Kongo               | 1:3       | Freundschaftsspiel                             | ? (KGO)                         |                                                                                            |
|        | 24. Mai 1967  | Ghana                        | 0:2       | Freundschaftsspiel                             | ? (GHA)                         |                                                                                            |
|        | Aug. 1967     | Mali                         | 2:2       | Freundschaftsspiel                             | ?                               | Erstes Länderspiel gegen Mali                                                              |
|        | Aug. 1967     | Äthiopien                    | 1:0       | Freundschaftsspiel                             | ?                               | Erstes Länderspiel gegen Äthiopien                                                         |
|        | 13. Aug. 1967 | Sudan                        | 2:1       | Fußball-Afrikameisterschaft 1968/Qualifikation | Kampala (UGA)                   |                                                                                            |
|        | 1. Sep. 1967  | Ghana                        | 2:0       | Freundschaftsspiel                             | ?                               |                                                                                            |
|        | 17. Sep. 1967 | Tansania                     | 1:0       | Fußball-Afrikameisterschaft 1968/Qualifikation | Kinshasa                        | Erstes Länderspiel gegen Tansania                                                          |
|        | 10. Okt. 1967 | Tansania                     | 1:0       | Fußball-Afrikameisterschaft 1968/Qualifikation | Daressalaam (TAN)               |                                                                                            |
|        | 24. Nov. 1967 | Benin/Dahomey                | 5:2       | Freundschaftsspiel                             | ? (DHM)                         | Erstes Länderspiel gegen Dahomey/Benin                                                     |
|        | 24. Dez. 1967 | Rumänien                     | 1:1       | Freundschaftsspiel                             | Kinshasa                        | Erstes Spiel gegen Rumänien                                                                |
|        | 12. Jan. 1968 | Republik Kongo               | 3:0       | Fußball-Afrikameisterschaft 1968 – Vorrunde    | Asmara (ÄTH)                    |                                                                                            |
|        | 14. Jan. 1968 | Ghana                        | 1:2       | Fußball-Afrikameisterschaft 1968 – Vorrunde    | Asmara (ÄTH)                    |                                                                                            |
|        | 16. Jan. 1968 | Senegal                      | 2:1       | Fußball-Afrikameisterschaft 1968 – Vorrunde    | Asmara (ÄTH)                    | Erstes Länderspiel gegen Senegal                                                           |
|        | 19. Jan. 1968 | Äthiopien                    | 3:2 n. V. | Fußball-Afrikameisterschaft 1968-Halbfinale    | Addis Abeba (ÄTH)               |                                                                                            |
|        | 21. Jan. 1968 | Ghana                        | 1:0       | Fußball-Afrikameisterschaft 1968 – Finale      | Addis Abeba (ÄTH)               | Erster Titel                                                                               |
|        | 7. März 1968  | Guinea                       | 0:1       | Freundschaftsspiel                             | ? (GUI)                         | Erstes Länderspiel gegen Guinea                                                            |
|        | 24. Nov. 1968 | Tunesien                     | 1:0       | Freundschaftsspiel                             | ? (Kongo-Kinshasa)              |                                                                                            |
|        | 26. Jan. 1969 | Senegal                      | 1:2       | Freundschaftsspiel                             | ? (Kongo-Kinshasa)              |                                                                                            |
|        | 30. Jan. 1969 | Kamerun                      | 2:1       | Freundschaftsspiel                             | ? (Kongo-Kinshasa)              |                                                                                            |
|        | 22. Nov. 1969 | Sambia                       | 10:1      | Freundschaftsspiel                             | ? (Kongo-Kinshasa)              |                                                                                            |
|        | 14. Dez. 1969 | Nigeria                      | 5:0       | Freundschaftsspiel                             | ? (Kongo-Kinshasa)              |                                                                                            |

#### 1970 bis 1971
| Nummer | Datum         | Gegner                        | Resultat | Anlass                                         | Austragungsort   | Bemerkungen                              |
| ------ | ------------- | ----------------------------- | -------- | ---------------------------------------------- | ---------------- | ---------------------------------------- |
|        | 7. Feb. 1970  | Ghana                         | 0:2      | Fußball-Afrikameisterschaft 1970 – Vorrunde    | Wad Medani (SUD) |                                          |
|        | 9. Feb. 1970  | Guinea                        | 2:2      | Fußball-Afrikameisterschaft 1970 – Vorrunde    | Wad Medani (SUD) |                                          |
|        | 11. Feb. 1970 | Vereinigte Arabische Republik | 0:1      | Fußball-Afrikameisterschaft 1970 – Vorrunde    | Wad Medani (SUD) | Erstes Länderspiel gegen die VAR/Ägypten |
|        | 27. Juni 1970 | Sudan                         | 3:0      | Freundschaftsspiel                             | ? (SUD)          |                                          |
|        | 8. Nov. 1970  | Uganda                        | 4:1      | Fußball-Afrikameisterschaft 1972/Qualifikation | Kampala (UGA)    |                                          |
|        | 24. Nov. 1970 | Uganda                        | 1:0      | Fußball-Afrikameisterschaft 1972/Qualifikation | Kinshasa         |                                          |
|        | 10. Jan. 1971 | Ghana                         | 1:1      | Freundschaftsspiel                             | ? (GHA)          |                                          |
|        | 26. Apr. 1971 | Tansania                      | 1:0      | Freundschaftsspiel                             | ? (TAN)          |                                          |
|        | 6. Juni 1971  | Sambia                        | 1:2      | Fußball-Afrikameisterschaft 1972/Qualifikation | Ndola (SAM)      |                                          |
|        | 20. Juni 1971 | Sambia                        | 3:0      | Fußball-Afrikameisterschaft 1972/Qualifikation | Kinshasa         |                                          |

### Zaire (1971–1997)

#### 1972 bis 1979
| Nummer | Datum         | Gegner                     | Resultat        | Anlass                                             | Austragungsort      | Bemerkungen                                                                  |
| ------ | ------------- | -------------------------- | --------------- | -------------------------------------------------- | ------------------- | ---------------------------------------------------------------------------- |
|        | 25. Feb. 1972 | Sudan                      | 1:1             | Fußball-Afrikameisterschaft 1972 – Vorrunde        | Douala (KMR)        |                                                                              |
|        | 27. Feb. 1972 | Volksrepublik Kongo        | 2:0             | Fußball-Afrikameisterschaft 1972 – Vorrunde        | Douala (KMR)        |                                                                              |
|        | 29. Feb. 1972 | Marokko                    | 1:1             | Fußball-Afrikameisterschaft 1972 – Vorrunde        | Douala (KMR)        | Erstes Länderspiel gegen Marokko                                             |
|        | 2. März 1972  | Mali                       | 3:4 n. V.       | Fußball-Afrikameisterschaft 1972-Halbfinale        | Douala (KMR)        |                                                                              |
|        | 4. März 1972  | Kamerun                    | 2:5             | Fußball-Afrikameisterschaft 1972-Spiel um Platz 3. | Yaoundé (KMR)       |                                                                              |
|        | 6. Juni 1972  | Togo                       | 0:0             | Fußball-Weltmeisterschaft 1974/Qualifikation       | Lomé (TOG)          |                                                                              |
|        | 20. Juni 1972 | Togo                       | 4:0             | Fußball-Weltmeisterschaft 1974/Qualifikation       | Kinshasa            |                                                                              |
|        | 2. Juli 1972  | Guinea                     | 6:0             | Freundschaftsspiel                                 | ?                   |                                                                              |
|        | 4. Feb. 1973  | Kamerun                    | 1:0             | Fußball-Weltmeisterschaft 1974/Qualifikation       | Douala (KMR)        |                                                                              |
|        | 25. Feb. 1973 | Kamerun                    | 0:1             | Fußball-Weltmeisterschaft 1974/Qualifikation       | Kinshasa            |                                                                              |
|        | 27. Feb. 1973 | Kamerun                    | 2:0             | Fußball-Weltmeisterschaft 1974/Qualifikation       | Kinshasa            |                                                                              |
|        | 15. Apr. 1973 | Obervolta                  | 5:0             | Fußball-Afrikameisterschaft 1974/Qualifikation     | Ouagadougou (OBV)   | Erstes Länderspiel gegen Obervolta/Burkina Faso                              |
|        | 22. Apr. 1973 | Obervolta                  | 4:1             | Fußball-Afrikameisterschaft 1974/Qualifikation     | Kinshasa            |                                                                              |
|        | 27. Mai 1973  | Kamerun                    | 1:2             | Fußball-Afrikameisterschaft 1974/Qualifikation     | Yaoundé (KMR)       |                                                                              |
|        | 14. Juni 1973 | Kamerun                    | 2:0             | Fußball-Afrikameisterschaft 1974/Qualifikation     | Kinshasa            |                                                                              |
|        | 5. Aug. 1973  | Ghana                      | 0:1             | Fußball-Weltmeisterschaft 1974/Qualifikation       | Accra (GHA)         |                                                                              |
|        | 19. Aug. 1973 | Ghana                      | 4:1             | Fußball-Weltmeisterschaft 1974/Qualifikation       | Kinshasa            |                                                                              |
|        | 4. Nov. 1973  | Sambia                     | 2:0             | Fußball-Weltmeisterschaft 1974/Qualifikation       | Lusaka (SAM)        |                                                                              |
|        | 18. Nov. 1973 | Sambia                     | 2:1             | Fußball-Weltmeisterschaft 1974/Qualifikation       | Kinshasa            |                                                                              |
|        | 9. Dez. 1973  | Marokko                    | 3:0             | Fußball-Weltmeisterschaft 1974/Qualifikation       | Kinshasa            |                                                                              |
|        | 16. Dez. 1973 | Marokko                    | 2:0             | Fußball-Weltmeisterschaft 1974/Qualifikation       | ? (MAR)             | Das Spiel wurde von der FIFA mit 0:2 gewertet, da Marokko nicht mehr antrat. |
|        | 3. März 1974  | Guinea                     | 2:1             | Fußball-Afrikameisterschaft 1974 – Vorrunde        | Damanhur (ÄGY)      |                                                                              |
|        | 5. März 1974  | Volksrepublik Kongo        | 1:2             | Fußball-Afrikameisterschaft 1974 – Vorrunde        | Damanhur (ÄGY)      |                                                                              |
|        | 7. März 1974  | Mauritius                  | 4:1             | Fußball-Afrikameisterschaft 1974 – Vorrunde        | Damanhur (ÄGY)      | Erstes Länderspiel gegen Mauritius                                           |
|        | 9. März 1974  | Ägypten                    | 3:2             | Fußball-Afrikameisterschaft 1974-Halbfinale        | Kairo (ÄGY)         |                                                                              |
|        | 12. März 1974 | Sambia                     | 2:2 n. V.       | Fußball-Afrikameisterschaft 1974 – Finale          | Kairo (ÄGY)         |                                                                              |
|        | 14. März 1974 | Sambia                     | 2:0             | Fußball-Afrikameisterschaft 1974 – Finale          | Kairo (ÄGY)         | Wiederholungsspiel                                                           |
|        | 14. Juni 1974 | Schottland                 | 0:2             | Fußball-Weltmeisterschaft 1974                     | Dortmund (BRD)      | Erstes Länderspiel gegen Schottland                                          |
|        | 18. Juni 1974 | Jugoslawien                | 0:9             | Fußball-Weltmeisterschaft 1974                     | Gelsenkirchen (BRD) | Erstes Länderspiel gegen Jugoslawien, höchste Niederlage                     |
|        | 22. Juni 1974 | Brasilien                  | 0:3             | Fußball-Weltmeisterschaft 1974                     | Gelsenkirchen (BRD) | Erstes Länderspiel gegen Brasilien                                           |
|        | 6. Sep. 1974  | Libyen                     | 2:0             | Freundschaftsspiel                                 | ? (LBY)             | Erstes Länderspiel gegen Libyen                                              |
|        | 6. Apr. 1975  | Obervolta                  | 4:1             | Olympische Sommerspiele 1976/Qualifikation         | Kinshasa            |                                                                              |
|        | 27. Apr. 1975 | Obervolta                  | 2:1             | Olympische Sommerspiele 1976/Qualifikation         | Ouagadougou (OBV)   |                                                                              |
|        | 12. Juli 1975 | Ägypten                    | 2:3             | Freundschaftsspiel                                 | Teheran (IRN)       |                                                                              |
|        | 15. Juli 1975 | Iran B                     | 1:3             | Freundschaftsspiel                                 | Teheran (IRN)       | Inoffizielles Spiel                                                          |
|        | 16. Juli 1975 | Polen (U-23-Männer)        | 1:3             | Freundschaftsspiel                                 | Teheran (IRN)       | Inoffizielles Spiel                                                          |
|        | 9. Okt. 1975  | Uganda                     | 2:1             | Freundschaftsspiel                                 | ? (UGA)             |                                                                              |
|        | 19. Nov. 1975 | Kamerun                    | 1:2             | Freundschaftsspiel                                 | ? (KMR)             |                                                                              |
|        | 30. Nov. 1975 | Senegal                    | 1:3             | Olympische Sommerspiele 1976/Qualifikation         | Dakar (SEN)         |                                                                              |
|        | 14. Dez. 1975 | Senegal                    | 2:0 (4:5 i. E.) | Olympische Sommerspiele 1976/Qualifikation         | Kinshasa            |                                                                              |
|        | 1. März 1976  | Nigeria                    | 2:4             | Fußball-Afrikameisterschaft 1976 – Vorrunde        | Dire Dawa (ÄTH)     |                                                                              |
|        | 4. März 1976  | Marokko                    | 0:1             | Fußball-Afrikameisterschaft 1976 – Vorrunde        | Dire Dawa (ÄTH)     |                                                                              |
|        | 6. März 1976  | Sudan                      | 1:1             | Fußball-Afrikameisterschaft 1976 – Vorrunde        | Dire Dawa (ÄTH)     |                                                                              |
|        | 29. Juni 1976 | Ruanda                     | 6:1             | Freundschaftsspiel                                 | ? (GAB)             | Erstes Länderspiel gegen Ruanda                                              |
|        | 1. Juli 1976  | Gabun                      | 1:1             | Freundschaftsspiel                                 | ? (GAB)             |                                                                              |
|        | 3. Juli 1976  | Kamerun                    | 1:2             | Freundschaftsspiel                                 | ? (GAB)             |                                                                              |
|        | 5. Juli 1976  | Burundi                    | 1:0             | Freundschaftsspiel                                 | ? (GAB)             | Erstes Länderspiel gegen Burundi                                             |
|        | 19. Juli 1977 | Volksrepublik China        | 2:3             | Freundschaftsspiel                                 | ? (CHN)             | Erstes Länderspiel gegen China                                               |
|        | 23. Juli 1977 | UNAM (Mexico)              | 2:1             | Freundschaftsspiel                                 | ? (CHN)             | Inoffizielles Spiel                                                          |
|        | 25. Juli 1977 | Volksrepublik China Jugend | 0:1             | Freundschaftsspiel                                 | ? (CHN)             | Inoffizielles Spiel                                                          |
|        | 27. Juli 1977 | Volksrepublik China B      | 4:2 n. V.       | Freundschaftsspiel                                 | ? (CHN)             | Inoffizielles Spiel                                                          |
|        | 29. Juli 1977 | Iran                       | 3:1             | Freundschaftsspiel                                 | ? (CHN)             | Erstes Länderspiel gegen den Iran                                            |
|        | 15. Apr. 1979 | Volksrepublik Kongo        | 2:4             | Fußball-Afrikameisterschaft 1980/Qualifikation     | Brazzaville (KGO)   |                                                                              |
|        | 29. Apr. 1979 | Volksrepublik Kongo        | 4:1             | Fußball-Afrikameisterschaft 1980/Qualifikation     | Kinshasa            |                                                                              |
|        | 24. Juni 1979 | Guinea                     | 3:2             | Fußball-Afrikameisterschaft 1980/Qualifikation     | Kinshasa            |                                                                              |
|        | 30. Juni 1979 | Sambia                     | 1:2             | Freundschaftsspiel                                 | ?                   |                                                                              |
|        | 6. Juli 1979  | Guinea                     | 1:3             | Fußball-Afrikameisterschaft 1980/Qualifikation     | Conakry (GUI)       |                                                                              |
|        | 8. Juli 1979  | Togo                       | 4:1             | Freundschaftsspiel                                 | ?                   |                                                                              |
|        | 15. Juli 1979 | Kenia                      | 2:2             | Freundschaftsspiel                                 | ? (KEN)             |                                                                              |
|        | 25. Juli 1979 | Benin                      | 1:0             | Freundschaftsspiel                                 | ? (BEN)             |                                                                              |
|        | 28. Juli 1979 | Benin                      | 3:0             | Freundschaftsspiel                                 | ? (BEN)             |                                                                              |

#### 1980 bis 1989
| Nummer | Datum         | Gegner              | Resultat              | Anlass                                            | Austragungsort     | Bemerkungen                       |
| ------ | ------------- | ------------------- | --------------------- | ------------------------------------------------- | ------------------ | --------------------------------- |
|        | 25. Juni 1980 | Volksrepublik Kongo | 1:2                   | Freundschaftsspiel                                | ?                  |                                   |
|        | 27. Juni 1980 | Gabun               | 1:1                   | Freundschaftsspiel                                | ?                  |                                   |
|        | 13. Juli 1980 | Mosambik            | 5:2                   | Fußball-Weltmeisterschaft 1982/Qualifikation      | Kinshasa           | Erstes Länderspiel gegen Mosambik |
|        | 27. Juli 1980 | Mosambik            | 2:1                   | Fußball-Weltmeisterschaft 1982/Qualifikation      | Maputo (MOS)       |                                   |
|        | 16. Nov. 1980 | Madagaskar          | 1:1                   | Fußball-Weltmeisterschaft 1982/Qualifikation      | Antananarivo (MAD) |                                   |
|        | 23. Nov. 1980 | Guinea              | 1:2                   | Freundschaftsspiel                                | ? (GUI)            |                                   |
|        | 21. Dez. 1980 | Madagaskar          | 3:2                   | Fußball-Weltmeisterschaft 1982/Qualifikation      | Kinshasa           |                                   |
|        | 12. Apr. 1981 | Kamerun             | 1:0                   | Fußball-Weltmeisterschaft 1982/Qualifikation      | Kinshasa           |                                   |
|        | 26. Apr. 1981 | Kamerun             | 1:6                   | Fußball-Weltmeisterschaft 1982/Qualifikation      | Yaoundé (KMR)      |                                   |
|        | 26. Juni 1981 | Sambia              | 1:3                   | Freundschaftsspiel                                | ? (SAM)            |                                   |
|        | 28. Juni 1981 | Sambia              | 2:2                   | Freundschaftsspiel                                | ? (SAM)            |                                   |
|        | 16. Juli 1981 | Benin               | 2:1                   | Freundschaftsspiel                                | ? (BEN)            |                                   |
|        | 22. Juli 1981 | Ghana               | 2:2                   | Fußball-Afrikameisterschaft 1982/Qualifikation    | Accra (GHA)        |                                   |
|        | 29. Juli 1981 | Volksrepublik Kongo | 2:2                   | Freundschaftsspiel                                | ? (KGO)            |                                   |
|        | 2. Aug. 1981  | Ghana               | 1:2                   | Fußball-Afrikameisterschaft 1982/Qualifikation    | Kinshasa           |                                   |
|        | 23. Aug. 1981 | Kamerun             | 2:0                   | Zentralafrikanische Spiele 1981                   | ? (ANG)            |                                   |
|        | 25. Aug. 1981 | Gabun               | 1:1                   | Zentralafrikanische Spiele 1981                   | ? (ANG)            |                                   |
|        | 27. Aug. 1981 | Volksrepublik Kongo | 2:1                   | Zentralafrikanische Spiele 1981                   | ? (ANG)            |                                   |
|        | 29. Aug. 1981 | Angola              | 1:1                   | Zentralafrikanische Spiele 1981                   | ? (ANG)            | Erstes Länderspiel gegen Angola   |
|        | 8. Jan. 1984  | Kamerun             | 2:2                   | Freundschaftsspiel                                | ?                  |                                   |
|        | 11. Nov. 1984 | Gabun               | 2:0                   | Fußball-Afrikameisterschaft 1986/Qualifikation    | Kinshasa           |                                   |
|        | 25. Nov. 1984 | Gabun               | 1:1                   | Fußball-Afrikameisterschaft 1986/Qualifikation    | Libreville (GAB)   |                                   |
|        | 5. März 1985  | Elfenbeinküste      | 0:2                   | Freundschaftsspiel                                | ? (ELF)            |                                   |
|        | 31. März 1985 | Volksrepublik Kongo | 5:2                   | Fußball-Afrikameisterschaft 1986/Qualifikation    | Brazzaville (KGO)  |                                   |
|        | 14. Apr. 1985 | Volksrepublik Kongo | 0:0                   | Fußball-Afrikameisterschaft 1986/Qualifikation    | Kinshasa           |                                   |
|        | 01.07.1985    | Réunion             | 2:1                   | 4. Turnier des Indischen Ozeans                   | Saint-Paul (RUN)   | Erstes Länderspiel gegen Réunion  |
|        | 04.07.1985    | Malawi              | 1:0                   | 4. Turnier des Indischen Ozeans                   | Saint-Paul (RUN)   | Erstes Länderspiel gegen Malawi   |
|        | 07.07.1985    | FC Martigues        | 2:2                   | 4. Turnier des Indischen Ozeans                   | Saint-Paul (RUN)   | Inoffizielles Spiel               |
|        | 9. Juli 1985  | Kenia               | 1:0                   | Freundschaftsspiel                                | ? (KEN)            |                                   |
|        | 25. Aug. 1985 | Marokko             | 0:1                   | Fußball-Afrikameisterschaft 1986/Qualifikation    | Casablanca (MAR)   |                                   |
|        | 8. Sep. 1985  | Marokko             | 0:0                   | Fußball-Afrikameisterschaft 1986/Qualifikation    | Lubumbashi         |                                   |
|        | 19. Nov. 1985 | Sambia              | 0:1                   | Freundschaftsspiel                                | Kinshasa           |                                   |
|        | 21. Nov. 1985 | Ismaily SC          | 3:2                   | Freundschaftsspiel                                | Kinshasa           | Inoffizielles spiel               |
|        | 24. Nov. 1985 | Elfenbeinküste      | 1:2                   | Freundschaftsspiel                                | Kinshasa           |                                   |
|        | 27. Sep. 1986 | Sambia              | 2:2                   | Freundschaftsspiel                                | ? (SAM)            |                                   |
|        | 28. Sep. 1986 | Sambia              | 1:0                   | Freundschaftsspiel                                | ? (SAM)            |                                   |
|        | 18. März 1987 | Elfenbeinküste      | 1:2                   | Freundschaftsspiel                                | ? (ELF)            |                                   |
|        | 22. März 1987 | Elfenbeinküste      | 3:1                   | Freundschaftsspiel                                | ? (ELF)            |                                   |
|        | 29. März 1987 | Angola              | 3:0                   | Fußball-Afrikameisterschaft 1988/Qualifikation    | Kinshasa           |                                   |
|        | 12. Apr. 1987 | Angola              | 0:1                   | Fußball-Afrikameisterschaft 1988/Qualifikation    | Luanda (ANG)       |                                   |
|        | 21. Apr. 1987 | Angola              | 1:2                   | Zentralafrikanische Spiele 1987-Vorrunde          | Brazzaville (KGO)  |                                   |
|        | 23. Apr. 1987 | Volksrepublik Kongo | 0:0                   | Zentralafrikanische Spiele 1987-Vorrunde          | Brazzaville (KGO)  |                                   |
|        | 29. Apr. 1987 | Tschad              | 4:0                   | Zentralafrikanische Spiele 1987-Spiel um Platz 5. | Brazzaville (KGO)  |                                   |
|        | 5. Juli 1987  | Senegal             | 0:0                   | Fußball-Afrikameisterschaft 1988/Qualifikation    | Kinshasa           |                                   |
|        | 19. Juli 1987 | Senegal             | 0:0 n. V. (4:2 i. E.) | Fußball-Afrikameisterschaft 1988/Qualifikation    | Luanda (ANG)       |                                   |
|        | 13. März 1988 | Marokko             | 1:1                   | Fußball-Afrikameisterschaft 1988-Vorrunde         | Casablanca (MAR)   |                                   |
|        | 16. März 1988 | Elfenbeinküste      | 1:1                   | Fußball-Afrikameisterschaft 1988-Vorrunde         | Casablanca (MAR)   |                                   |
|        | 19. März 1988 | Algerien            | 0:1                   | Fußball-Afrikameisterschaft 1988-Vorrunde         | Casablanca (MAR)   |                                   |
|        | 13. Nov. 1988 | Volksrepublik Kongo | 1:0                   | Freundschaftsspiel                                | ?                  |                                   |
|        | 31. Dez. 1988 | Angola              | 0:0                   | Freundschaftsspiel                                | ?                  |                                   |
|        | 8. Jan. 1989  | Tunesien            | 3:1                   | Fußball-Weltmeisterschaft 1990/Qualifikation      | Kinshasa           |                                   |
|        | 22. Jan. 1989 | Sambia              | 2:4                   | Fußball-Weltmeisterschaft 1990/Qualifikation      | Lusaka (SAM)       |                                   |
|        | 29. Jan. 1989 | Senegal             | 1:1                   | Freundschaftsspiel                                | ? (SEN)            |                                   |
|        | 31. Jan. 1989 | Senegal             | 1:2                   | Freundschaftsspiel                                | ? (SEN)            |                                   |
|        | 1. Juni 1989  | Elfenbeinküste      | 1:1                   | Freundschaftsspiel                                | ? (ELF)            |                                   |
|        | 4. Juni 1989  | Gabun               | 0:0                   | Freundschaftsspiel                                | ? (GAB)            |                                   |
|        | 11. Juni 1989 | Marokko             | 0:0                   | Fußball-Weltmeisterschaft 1990/Qualifikation      | Kinshasa           |                                   |
|        | 25. Juni 1989 | Tunesien            | 0:1                   | Fußball-Weltmeisterschaft 1990/Qualifikation      | Tunis (TUN)        |                                   |
|        | 10. Juli 1989 | Kenia               | 1:0                   | Freundschaftsspiel                                | ? (KEN)            |                                   |
|        | 16. Juli 1989 | Ägypten             | 0:2                   | Fußball-Afrikameisterschaft 1990/Qualifikation    | Kairo (ÄGY)        |                                   |
|        | 30. Juli 1989 | Ägypten             | 0:0                   | Fußball-Afrikameisterschaft 1990/Qualifikation    | Kinshasa           |                                   |
|        | 13. Aug. 1989 | Sambia              | 1:1                   | Fußball-Weltmeisterschaft 1990/Qualifikation      | Kinshasa           |                                   |
|        | 27. Aug. 1989 | Marokko             | 1:1                   | Fußball-Weltmeisterschaft 1990/Qualifikation      | Kenitra (MAR)      |                                   |

#### 1990 bis Mai 1997
| Nummer | Datum         | Gegner              | Resultat | Anlass                                       | Austragungsort       | Bemerkungen                                           |
| ------ | ------------- | ------------------- | -------- | -------------------------------------------- | -------------------- | ----------------------------------------------------- |
|        | 4. Aug. 1990  | Malawi              | 0:1      | Freundschaftsspiel                           | Lilongwe (MAW)       |                                                       |
|        | 6. Aug. 1990  | Malawi              | 0:1      | Freundschaftsspiel                           | Lilongwe (MAW)       |                                                       |
|        | 8. Aug. 1990  | Malawi              | 0:0      | Freundschaftsspiel                           | Lilongwe (MAW)       |                                                       |
|        | 12. Aug. 1990 | Sambia              | 0:0      | Freundschaftsspiel                           | ? (SAM)              |                                                       |
|        | 19. Aug. 1990 | Tansania            | 2:0      | Afrika-Cup 1992/Qualifikation                | Kinshasa             |                                                       |
|        | 2. Sep. 1990  | Uganda              | 1:2      | Afrika-Cup 1992/Qualifikation                | Kampala (UGA)        |                                                       |
|        | 14. Apr. 1991 | Gabun               | 2:1      | Afrika-Cup 1992/Qualifikation                | Kinshasa             |                                                       |
|        | 27. Apr. 1991 | Tansania            | 0:1      | Afrika-Cup 1992/Qualifikation                | Dar es Salaam (TAN)  |                                                       |
|        | 8. Mai 1991   | Martinique          | ?:?      | Freundschaftsspiel                           | Paris (FRA)          | Erstes Länderspiel gegen Martinique, Sieg Martiniques |
|        | 9. Mai 1991   | USS Tamponnaise     | 3:2      | Freundschaftsspiel                           | Paris (FRA)          | Inoffizielles Spiel                                   |
|        | 9. Juli 1991  | Volksrepublik Kongo | 0:0      | Freundschaftsspiel                           | ? (KGO)              |                                                       |
|        | 14. Juli 1991 | Uganda              | 1:0      | Afrika-Cup 1992/Qualifikation                | Kinshasa             |                                                       |
|        | 28. Juli 1991 | Gabun               | 0:0      | Afrika-Cup 1992/Qualifikation                | Libreville (GAB)     |                                                       |
|        | 5. Jan. 1992  | Elfenbeinküste      | 2:0      | Freundschaftsspiel                           | ? (SEN)              |                                                       |
|        | 14. Jan. 1992 | Marokko             | 1:1      | Afrika-Cup 1992-Vorrunde                     | Dakar (SEN)          |                                                       |
|        | 16. Jan. 1992 | Kamerun             | 1:1      | Afrika-Cup 1992-Vorrunde                     | Dakar (SEN)          |                                                       |
|        | 19. Jan. 1992 | Nigeria             | 0:1      | Afrika-Cup 1992-Viertelfinale                | Dakar (SEN)          |                                                       |
|        | 16. Aug. 1992 | Mosambik            | 2:0      | Afrika-Cup 1994/Qualifikation                | Kinshasa             |                                                       |
|        | 29. Aug. 1992 | Kenia               | 3:1      | Afrika-Cup 1994/Qualifikation                | Nairobi (KEN)        |                                                       |
|        | 11. Okt. 1992 | Liberia             | 4:2      | Fußball-Weltmeisterschaft 1994/Qualifikation | Kinshasa             |                                                       |
|        | 25. Okt. 1992 | Swasiland           | 0:1      | Fußball-Weltmeisterschaft 1994/Qualifikation | Lobamba (SWA)        | Erstes Länderspiel gegen Swasiland                    |
|        | 10. Jan. 1993 | Kamerun             | 1:2      | Fußball-Weltmeisterschaft 1994/Qualifikation | Kinshasa             |                                                       |
|        | 1. März 1993  | Kamerun             | 0:0      | Fußball-Weltmeisterschaft 1994/Qualifikation | Yaoundé (KMR)        |                                                       |
|        | 11. Apr. 1993 | Lesotho             | 1:1      | Afrika-Cup 1994/Qualifikation                | Maseru (LES)         | Erstes Länderspiel gegen Lesotho                      |
|        | 25. Apr. 1993 | Mosambik            | 0:0      | Afrika-Cup 1994/Qualifikation                | Maputo (MOS)         |                                                       |
|        | 11. Juli 1993 | Kenia               | 0:1      | Afrika-Cup 1994/Qualifikation                | Kinshasa             |                                                       |
|        | 25. Juli 1993 | Lesotho             | 7:0      | Afrika-Cup 1994/Qualifikation                | Kinshasa             |                                                       |
|        | 12. März 1994 | Republik Kongo      | 1:2      | Freundschaftsspiel                           | ? (KGO)              |                                                       |
|        | 15. März 1994 | Gabun               | 1:2      | Freundschaftsspiel                           | ? (GAB)              |                                                       |
|        | 28. März 1994 | Mali                | 1:0      | Afrika-Cup 1994-Vorrunde                     | Tunis (TUN)          |                                                       |
|        | 30. März 1994 | Tunesien            | 1:1      | Afrika-Cup 1994-Vorrunde                     | Tunis (TUN)          |                                                       |
|        | 2. Apr. 1994  | Nigeria             | 0:1      | Afrika-Cup 1994-Viertelfinale                | Tunis (TUN)          |                                                       |
|        | 19. Aug. 1994 | Republik Kongo      | 0:2      | Freundschaftsspiel                           | ? (KGO)              |                                                       |
|        | 24. Aug. 1994 | Republik Kongo      | 2:0      | Freundschaftsspiel                           | ?                    |                                                       |
|        | 26. Aug. 1994 | Republik Kongo      | 1:1      | Freundschaftsspiel                           | ?                    |                                                       |
|        | 4. Sep. 1994  | Malawi              | 1:1      | Afrika-Cup 1996/Qualifikation                | Kinshasa             |                                                       |
|        | 16. Okt. 1994 | Kamerun             | 0:1      | Afrika-Cup 1996/Qualifikation                | Douala (KMR)         |                                                       |
|        | 13. Nov. 1994 | Simbabwe            | 1:2      | Afrika-Cup 1996/Qualifikation                | Harare (SIM)         | Erstes Länderspiel gegen Simbabwe                     |
|        | 8. Jan. 1995  | Lesotho             | 3:0      | Afrika-Cup 1996/Qualifikation                | Kinshasa             |                                                       |
|        | 9. Apr. 1995  | Malawi              | 1:0      | Afrika-Cup 1996/Qualifikation                | Lilongwe (MAW)       |                                                       |
|        | 23. Apr. 1995 | Kamerun             | 2:1      | Afrika-Cup 1996/Qualifikation                | Kinshasa             |                                                       |
|        | 4. Juni 1995  | Simbabwe            | 5:0      | Afrika-Cup 1996/Qualifikation                | Kinshasa             |                                                       |
|        | 12. Dez. 1995 | Republik Kongo      | 2:2      | Freundschaftsspiel                           | ?                    |                                                       |
|        | 19. Jan. 1996 | Gabun               | 0:2      | Afrika-Cup 1996-Vorrunde                     | Durban (SAF)         |                                                       |
|        | 25. Jan. 1996 | Liberia             | 2:0      | Afrika-Cup 1996-Vorrunde                     | Johannesburg (SAF)   |                                                       |
|        | 27. Jan. 1996 | Ghana               | 0:1      | Afrika-Cup 1996-Viertelfinale                | Port Elizabeth (SAF) |                                                       |
|        | 8. Apr. 1996  | Republik Kongo      | 1:2      | Freundschaftsspiel                           | ? (KGO)              |                                                       |
|        | 28. Apr. 1996 | Republik Kongo      | 3:1      | Freundschaftsspiel                           | ?                    |                                                       |
|        | 2. Juni 1996  | Mauritius           | 5:1      | Fußball-Weltmeisterschaft 1998/Qualifikation | Port Louis (MRI)     |                                                       |
|        | 16. Juni 1996 | Mauritius           | 2:0      | Fußball-Weltmeisterschaft 1998/Qualifikation | Kinshasa             |                                                       |
|        | 29. Aug. 1996 | Marokko             | 0:7      | Freundschaftsspiel                           | ? (MAR)              |                                                       |
|        | 6. Okt. 1996  | Liberia             | 0:0      | Afrika-Cup 1998/Qualifikation                | Kinshasa             |                                                       |
|        | 9. Nov. 1996  | Südafrika           | 0:1      | Fußball-Weltmeisterschaft 1998/Qualifikation | Johannesburg (SAF)   | Erstes Länderspiel gegen Südafrika                    |
|        | 12. Jan. 1997 | Republik Kongo      | 1:1      | Fußball-Weltmeisterschaft 1998/Qualifikation | Kinshasa             |                                                       |
|        | 26. Jan. 1997 | Tansania            | 2:1      | Afrika-Cup 1998/Qualifikation                | Dar es Salaam (TAN)  |                                                       |
|        | 23. Feb. 1997 | Togo                | 1:1      | Afrika-Cup 1998/Qualifikation                | Lomé (TOG)           |                                                       |
|        | 9. Apr. 1997  | Sambia              | 2:2      | Fußball-Weltmeisterschaft 1998/Qualifikation | Harare (SIM)         |                                                       |
|        | 27. Apr. 1997 | Südafrika           | 1:2      | Fußball-Weltmeisterschaft 1998/Qualifikation | Lomé (TOG)           |                                                       |

### DR Kongo (Mai 1997-)

#### Mai 1997 bis 1999
| Nummer | Datum         | Gegner         | Resultat            | Anlass                                       | Austragungsort       | Bemerkungen |
| ------ | ------------- | -------------- | ------------------- | -------------------------------------------- | -------------------- | ----------- |
|        | 8. Juni 1997  | Republik Kongo | 0:1                 | Fußball-Weltmeisterschaft 1998/Qualifikation | Pointe-Noire (KGO)   |             |
|        | 22. Juni 1997 | Liberia        | 1:2                 | Afrika-Cup 1998/Qualifikation                | Monrovia (LBR)       |             |
|        | 28. Juni 1997 | Uganda         | 0:0                 | Freundschaftsspiel                           | ?                    |             |
|        | 13. Juli 1997 | Tansania       | 1:1                 | Afrika-Cup 1998/Qualifikation                | Kinshasa             |             |
|        | 27. Juli 1997 | Togo           | 1:0                 | Afrika-Cup 1998/Qualifikation                | Kinshasa             |             |
|        | 16. Aug. 1997 | Sambia         | 0:2                 | Fußball-Weltmeisterschaft 1998/Qualifikation | Lusaka (SAM)         |             |
|        | 9. Feb. 1998  | Togo           | 2:1                 | Afrika-Cup 1998-Vorrunde                     | Ouagadougou (BFA)    |             |
|        | 12. Feb. 1998 | Tunesien       | 1:2                 | Afrika-Cup 1998-Vorrunde                     | Ouagadougou (BFA)    |             |
|        | 16. Feb. 1998 | Ghana          | 1:0                 | Afrika-Cup 1998-Vorrunde                     | Ouagadougou (BFA)    |             |
|        | 20. Feb. 1998 | Kamerun        | 1:0                 | Afrika-Cup 1998-Viertelfinale                | Bobo-Dioulasso (BFA) |             |
|        | 25. Feb. 1998 | Südafrika      | 1:2 n. V.           | Afrika-Cup 1998-Halbfinale                   | Ouagadougou (BFA)    |             |
|        | 27. Feb. 1998 | Burkina Faso   | 4:4 n. V. 4:1 i. E. | Afrika-Cup 1998-Spiel um Platz 3.            | Ouagadougou (BFA)    |             |
|        | 4. Okt. 1998  | Sambia         | 1:1                 | Afrika-Cup 2000/Qualifikation                | Lusaka (SAM)         |             |
|        | 24. Jan. 1999 | Kenia          | 2:1                 | Afrika-Cup 2000/Qualifikation                | Kinshasa             |             |
|        | 28. Feb. 1999 | Madagaskar     | 1:3                 | Afrika-Cup 2000/Qualifikation                | Antananarivo (MAD)   |             |
|        | 11. Apr. 1999 | Madagaskar     | 2:0                 | Afrika-Cup 2000/Qualifikation                | Kinshasa             |             |
|        | 6. Juni 1999  | Kenia          | 1:0                 | Afrika-Cup 2000/Qualifikation                | Nairobi (KEN)        |             |
|        | 20. Juni 1999 | Sambia         | 0:1                 | Afrika-Cup 2000/Qualifikation                | Kinshasa             |             |
|        | 30. Okt. 1999 | Republik Kongo | 1:1                 | Freundschaftsspiel                           | ?                    |             |
|        | 1. Dez. 1999  | Republik Kongo | 1:0                 | Freundschaftsspiel                           | ? (KGO)              |             |

#### 2000 bis 2009
| Nummer | Datum         | Gegner                       | Resultat            | Anlass                                                | Austragungsort      | Bemerkungen                        |
| ------ | ------------- | ---------------------------- | ------------------- | ----------------------------------------------------- | ------------------- | ---------------------------------- |
|        | 24. Jan. 2000 | Algerien                     | 0:0                 | Fußball-Afrikameisterschaft 2000 – Vorrunde           | Kumasi (GHA)        |                                    |
|        | 27. Jan. 2000 | Südafrika                    | 0:1                 | Fußball-Afrikameisterschaft 2000 – Vorrunde           | Kumasi (GHA)        |                                    |
|        | 2. Feb. 2000  | Gabun                        | 0:0                 | Fußball-Afrikameisterschaft 2000 – Vorrunde           | Accra (GHA)         |                                    |
|        | 07.04.2000    | Dschibuti                    | 1:1                 | WM-2002/Qualifikation                                 | Dschibuti (DSC)     | Erstes Länderspiel gegen Dschibuti |
|        | 12. Apr. 2000 | Äthiopien                    | 2:1                 | Freundschaftsspiel                                    | ? (ÄTH)             |                                    |
|        | 23.04.2000    | Dschibuti                    | 9:1                 | WM-2002/Qualifikation                                 | Kinshasa            |                                    |
|        | 17.06.2000    | Madagaskar                   | 0:3                 | WM-2002/Qualifikation                                 | Antananarivo (MAD)  |                                    |
|        | 2. Juli 2000  | Zentralafrikanische Republik | 1:1                 | Fußball-Afrikameisterschaft 2002/Qualifikation        | Bangui (ZTA)        |                                    |
|        | 09.07.2000    | Republik Kongo               | 2:0                 | WM-2002/Qualifikation                                 | Kinshasa            |                                    |
|        | 16. Juli 2000 | Zentralafrikanische Republik | 2:0                 | Fußball-Afrikameisterschaft 2002/Qualifikation        | Kinshasa            |                                    |
|        | 3. Sep. 2000  | Simbabwe                     | 2:3                 | Fußball-Afrikameisterschaft 2002/Qualifikation        | Harare (SIM)        |                                    |
|        | 10. Okt. 2000 | Lesotho                      | 1:1                 | Fußball-Afrikameisterschaft 2002/Qualifikation        | Kinshasa            |                                    |
|        | 24. Dez. 2000 | Douala Athletic Club         | 2:0                 | Freundschaftsspiel                                    | Douala (KMR)        | Inoffizielles Länderspiel          |
|        | 31. Dez. 2000 | Union Douala                 | 1:0                 | Freundschaftsspiel                                    | Douala (KMR)        | Inoffizielles Länderspiel          |
|        | 14. Jan. 2001 | Ghana                        | 2:1                 | Fußball-Afrikameisterschaft 2002/Qualifikation        | Kinshasa            |                                    |
|        | 25.02.2001    | Tunesien                     | 0:6                 | WM-2002/Qualifikation                                 | Tunis (TUN)         |                                    |
|        | 10. März 2001 | Elfenbeinküste               | 1:2                 | WM-2002/Qualifikation                                 | Kinshasa            |                                    |
|        | 25. März 2001 | Ghana                        | 0:3                 | Fußball-Afrikameisterschaft 2002/Qualifikation        | Accra (GHA)         |                                    |
|        | 22.04.2001    | Madagaskar                   | 1:0                 | WM-2002/Qualifikation                                 | Kinshasa            |                                    |
|        | 29. Apr. 2001 | Elfenbeinküste               | 2:1                 | WM-2002/Qualifikation                                 | Abidjan (ELF)       |                                    |
|        | 06.05.2001    | Republik Kongo               | 1:1                 | WM-2002/Qualifikation                                 | Pointe-Noire (KGO)  |                                    |
|        | 3. Juni 2001  | Lesotho                      | 0:0                 | Fußball-Afrikameisterschaft 2002/Qualifikation        | Maseru (LES)        |                                    |
|        | 17. Juni 2001 | Simbabwe                     | 2:1                 | Fußball-Afrikameisterschaft 2002/Qualifikation        | Kinshasa            |                                    |
|        | 15.07.2001    | Tunesien                     | 0:3                 | WM-2002/Qualifikation                                 | Kinshasa            |                                    |
|        | 24. Okt. 2001 | Tansania                     | 2:2 n. V. 2:4 i. E. | Freundschaftsspiel                                    | ? (TAN)             |                                    |
|        | 27. Okt. 2001 | Uganda                       | 0:1                 | Freundschaftsspiel                                    | ? (TAN)             |                                    |
|        | Dez. 2001     | Belgien U-21                 | 5:1                 | Freundschaftsspiel                                    | ? (BEL)             | Inoffizielles Länderspiel          |
|        | Dez. 2001     | RWD Molenbeek                | 6:2                 | Freundschaftsspiel                                    | ? (BEL)             | Inoffizielles Länderspiel          |
|        | Dez. 2001     | Sporting Lokeren             | 1:1                 | Freundschaftsspiel                                    | ? (BEL)             | Inoffizielles Länderspiel          |
|        | Dez. 2001     | Cercle Brügge                | 1:4                 | Freundschaftsspiel                                    | ? (BEL)             | Inoffizielles Länderspiel          |
|        | 20. Jan. 2002 | Kamerun                      | 0:1                 | Fußball-Afrikameisterschaft 2002 – Vorrunde           | Sikasso (MLI)       |                                    |
|        | 26. Jan. 2002 | Togo                         | 0:0                 | Fußball-Afrikameisterschaft 2002 – Vorrunde           | Sikasso (MLI)       |                                    |
|        | 29. Jan. 2002 | Elfenbeinküste               | 3:1                 | Fußball-Afrikameisterschaft 2002 – Vorrunde           | Kayes (MLI)         |                                    |
|        | 4. Feb. 2002  | Senegal                      | 0:2                 | Fußball-Afrikameisterschaft 2002 – Viertelfinale      | Bamako (MLI)        |                                    |
|        | 20. Aug. 2002 | Algerien                     | 1:1                 | Freundschaftsspiel                                    | ? (ALG)             |                                    |
|        | 25. Aug. 2002 | Republik Kongo               | 3:1                 | Freundschaftsspiel                                    | ? (KGO)             |                                    |
|        | 9. Sep. 2002  | Libyen                       | 2:3                 | Fußball-Afrikameisterschaft 2004/Qualifikation        | Misrata (LBY)       |                                    |
|        | 13. Okt. 2002 | Botswana                     | 2:0                 | Fußball-Afrikameisterschaft 2004/Qualifikation        | Kinshasa            | Erstes Länderspiel gegen Botswana  |
|        | 22. Feb. 2003 | Malawi                       | 1:1                 | Freundschaftsspiel                                    | ? (MAW)             |                                    |
|        | 23. Feb. 2003 | Malawi                       | 3:2                 | Freundschaftsspiel                                    | ? (MAW)             |                                    |
|        | 4. März 2003  | Sudan                        | 3:1                 | Freundschaftsspiel                                    | ? (SUD)             |                                    |
|        | 9. März 2003  | Republik Kongo               | 3:0                 | Freundschaftsspiel                                    | ? (KGO)             |                                    |
|        | 16. März 2003 | Lesotho                      | 2:2                 | Freundschaftsspiel                                    | ? (LES)             |                                    |
|        | 30. März 2003 | Swasiland                    | 1:1                 | Fußball-Afrikameisterschaft 2004/Qualifikation        | Mbabane (SWA)       |                                    |
|        | 8. Juni 2003  | Swasiland                    | 2:0                 | Fußball-Afrikameisterschaft 2004/Qualifikation        | Kinshasa            |                                    |
|        | 22. Juni 2003 | Libyen                       | 2:1                 | Fußball-Afrikameisterschaft 2004/Qualifikation        | Kinshasa            |                                    |
|        | 5. Juli 2003  | Botswana                     | 0:0                 | Fußball-Afrikameisterschaft 2004/Qualifikation        | Gaborone (BOT)      |                                    |
|        | 20. Aug. 2003 | Angola                       | 2:0                 | Freundschaftsspiel                                    | ? (ANG)             |                                    |
|        | 14. Jan. 2004 | Ägypten                      | 2:2                 | Freundschaftsspiel                                    | ? (ÄGY)             |                                    |
|        | 25. Jan. 2004 | Guinea                       | 1:2                 | Fußball-Afrikameisterschaft 2004 – Vorrunde           | Tunis (TUN)         |                                    |
|        | 28. Jan. 2004 | Tunesien                     | 0:3                 | Fußball-Afrikameisterschaft 2004 – Vorrunde           | Radès (TUN)         |                                    |
|        | 1. Feb. 2004  | Ruanda                       | 0:1                 | Fußball-Afrikameisterschaft 2004 – Vorrunde           | Bizerte (TUN)       |                                    |
|        | 23. Mai 2004  | Angola                       | 1:3                 | Freundschaftsspiel                                    | ?                   |                                    |
|        | 6. Juni 2004  | Uganda                       | 0:1                 | WM-2006/AM-2006/Qualifikation                         | Kampala (UGA)       |                                    |
|        | 20. Juni 2004 | Burkina Faso                 | 3:2                 | WM-2006/AM-2006/Qualifikation                         | Kinshasa            |                                    |
|        | 3. Juli 2004  | Kap Verde                    | 1:1                 | WM-2006/AM-2006/Qualifikation                         | Praia (KPV)         | Erstes Länderspiel gegen Kap Verde |
|        | 18. Aug. 2004 | Mali                         | 0:3                 | Freundschaftsspiel                                    | ?                   |                                    |
|        | 5. Sep. 2004  | Südafrika                    | 1:0                 | WM-2006/AM-2006/Qualifikation                         | Kinshasa            |                                    |
|        | 10. Okt. 2004 | Ghana                        | 0:0                 | WM-2006/AM-2006/Qualifikation                         | Kumasi (GHA)        |                                    |
|        | 8. Feb. 2005  | Elfenbeinküste               | 2:2                 | Freundschaftsspiel                                    | ?                   |                                    |
|        | 27. März 2005 | Ghana                        | 1:1                 | WM-2006/AM-2006/Qualifikation                         | Kinshasa            |                                    |
|        | 5. Juni 2005  | Uganda                       | 4:0                 | WM-2006/AM-2006/Qualifikation                         | Kinshasa            |                                    |
|        | 18. Juni 2005 | Burkina Faso                 | 0:2                 | WM-2006/AM-2006/Qualifikation                         | Ouagadougou (BFA)   |                                    |
|        | 1. Juli 2005  | Botswana                     | 0:0                 | Freundschaftsspiel                                    | ? (BOT)             |                                    |
|        | 16. Aug. 2005 | Guinea                       | 3:1                 | Freundschaftsspiel                                    | ?                   |                                    |
|        | 4. Sep. 2005  | Kap Verde                    | 2:1                 | WM-2006/AM-2006/Qualifikation                         | Kinshasa            |                                    |
|        | 25. Sep. 2005 | Sambia                       | 2:2                 | Freundschaftsspiel                                    | ? (SAM)             |                                    |
|        | 27. Sep. 2005 | Sambia                       | 0:0                 | Freundschaftsspiel                                    | ?                   |                                    |
|        | 8. Okt. 2005  | Südafrika                    | 2:2                 | WM-2006/AM-2006/Qualifikation                         | Durban (SAF)        |                                    |
|        | 11. Nov. 2005 | Tunesien                     | 2:2                 | Freundschaftsspiel                                    | ?                   |                                    |
|        | 16. Nov. 2005 | Libyen                       | 1:2                 | Freundschaftsspiel                                    | ?                   |                                    |
|        | 11. Dez. 2005 | Sambia                       | 1:1                 | Freundschaftsspiel                                    | ?                   |                                    |
|        | 14. Dez. 2005 | Sambia                       | 1:4                 | Freundschaftsspiel                                    | ? (SAM)             |                                    |
|        | 9. Jan. 2006  | Marokko                      | 0:3                 | Freundschaftsspiel                                    | ? (MAR)             |                                    |
|        | 14. Jan. 2006 | Senegal                      | 0:0                 | Freundschaftsspiel                                    | ? (SEN)             |                                    |
|        | 21. Jan. 2006 | Togo                         | 2:0                 | Fußball-Afrikameisterschaft 2006 – Vorrunde           | Kairo (ÄGY)         |                                    |
|        | 25. Jan. 2006 | Angola                       | 0:0                 | Fußball-Afrikameisterschaft 2006 – Vorrunde           | Kairo (ÄGY)         |                                    |
|        | 29. Jan. 2006 | Kamerun                      | 0:2                 | Fußball-Afrikameisterschaft 2006 – Vorrunde           | Kairo (ÄGY)         |                                    |
|        | 3. Feb. 2006  | Ägypten                      | 1:4                 | Fußball-Afrikameisterschaft 2006 – Viertelfinale      | Kairo (ÄGY)         |                                    |
|        | 12. Mai 2006  | Mexiko                       | 1:2                 | Freundschaftsspiel                                    | Mexiko-Stadt (MEX)  | Erstes Länderspiel gegen Mexiko    |
|        | 3. Sep. 2006  | Namibia                      | 3:2                 | Fußball-Afrikameisterschaft 2008/Qualifikation        | Kinshasa            | Erstes Länderspiel gegen Namibia   |
|        | 8. Okt. 2006  | Libyen                       | 1:1                 | Fußball-Afrikameisterschaft 2008/Qualifikation        | Tripolis (LBY)      |                                    |
|        | 10. Dez. 2006 | Tansania                     | 0:2                 | Freundschaftsspiel                                    | ? (TAN)             |                                    |
|        | 29. Apr. 2007 | Äthiopien                    | 2:0                 | Fußball-Afrikameisterschaft 2008/Qualifikation        | Kinshasa            |                                    |
|        | 28. Mai 2007  | Republik Kongo               | 1:2                 | Freundschaftsspiel                                    | ? (KGO)             |                                    |
|        | 1. Juni 2007  | Äthiopien                    | 0:1                 | Fußball-Afrikameisterschaft 2008/Qualifikation        | Windhoek (NAM)      |                                    |
|        | 16. Juni 2007 | Namibia                      | 1:1                 | Fußball-Afrikameisterschaft 2008/Qualifikation        | Windhoek (NAM)      |                                    |
|        | 29. Juli 2007 | Madagaskar                   | 0:0                 | Freundschaftsspiel                                    | ? (MAD)             |                                    |
|        | 22. Aug. 2007 | Angola                       | 3:1                 | Freundschaftsspiel                                    | ?                   |                                    |
|        | 8. Sep. 2007  | Libyen                       | 1:1                 | Fußball-Afrikameisterschaft 2008/Qualifikation        | Kinshasa            |                                    |
|        | 5. Feb. 2008  | Frankreich A'                | 0:0                 | Freundschaftsspiel                                    | Marbella (SPA)      | Inoffizielles Länderspiel          |
|        | 25. März 2008 | Gabun                        | 0:0                 | Freundschaftsspiel                                    | ?                   |                                    |
|        | 26. März 2008 | Algerien                     | 1:1                 | Freundschaftsspiel                                    | ?                   |                                    |
|        | 4. Mai 2008   | Republik Kongo               | 3:0                 | Afrikanische Nationenmeisterschaft 2009/Qualifikation | ?                   |                                    |
|        | 17. Mai 2008  | Republik Kongo               | 1:2                 | Afrikanische Nationenmeisterschaft 2009/Qualifikation | ? (KGO)             |                                    |
|        | 01.06.2008    | Ägypten                      | 1:2                 | WM-2010/AM-2010/Qualifikation                         | Kairo (ÄGY)         |                                    |
|        | 08.06.2008    | Malawi                       | 1:0                 | WM-2010/AM-2010/Qualifikation                         | Kinshasa            |                                    |
|        | 13.06.2008    | Dschibuti                    | 6:0                 | WM-2010/AM-2010/Qualifikation                         | Dschibuti (DSC)     |                                    |
|        | 22.06.2008    | Dschibuti                    | 5:1                 | WM-2010/AM-2010/Qualifikation                         | Kinshasa            |                                    |
|        | 20. Aug. 2008 | Togo                         | 2:1                 | Freundschaftsspiel                                    | ?                   |                                    |
|        | 07.09.2008    | Ägypten                      | 0:1                 | WM-2010/AM-2010/Qualifikation                         | Kinshasa            |                                    |
|        | 11.10.2008    | Malawi                       | 1:2                 | WM-2010/AM-2010/Qualifikation                         | Blantyre (MWI)      |                                    |
|        | 15. Nov. 2008 | Sambia                       | 0:0                 | Freundschaftsspiel                                    | ?                   |                                    |
|        | 29. Nov. 2008 | Kamerun                      | 2:0                 | Afrikanische Nationenmeisterschaft 2009/Qualifikation | ? (KMR)             |                                    |
|        | 14. Dez. 2008 | Kamerun                      | 1:0                 | Afrikanische Nationenmeisterschaft 2009/Qualifikation | ?                   |                                    |
|        | 23. Feb. 2009 | Libyen                       | 2:0                 | Afrikanische Nationenmeisterschaft 2009 – Vorrunde    | Bouaké (ELF)        |                                    |
|        | 26. Feb. 2009 | Simbabwe                     | 1:1                 | Afrikanische Nationenmeisterschaft 2009 – Vorrunde    | Bouaké (ELF)        |                                    |
|        | 1. März 2009  | Ghana                        | 0:3                 | Afrikanische Nationenmeisterschaft 2009 – Vorrunde    | Bouaké (ELF)        |                                    |
|        | 4. März 2009  | Sambia                       | 2:1                 | Afrikanische Nationenmeisterschaft 2009-Halbfinale    | Abidjan (ELF)       |                                    |
|        | 8. März 2009  | Ghana                        | 3:0                 | Afrikanische Nationenmeisterschaft 2009 – Finale      | Abidjan (ELF)       |                                    |
|        | 9. Mai 2009   | Tansania                     | 2:0                 | Freundschaftsspiel                                    | ? (TAN)             |                                    |
|        | 6. Juni 2009  | Namibia                      | 0:4                 | Freundschaftsspiel                                    | ? (NAM)             |                                    |
|        | 12. Aug. 2009 | Senegal                      | 1:2                 | Freundschaftsspiel                                    | ?                   |                                    |
|        | 14. Okt. 2009 | Katar                        | 2:2                 | Freundschaftsspiel                                    | Saint-Gratien (FRA) | Erstes Länderspiel gegen Katar     |

#### 2010 bis 2019
| Nummer | Datum         | Gegner                       | Resultat            | Anlass                                                  | Austragungsort       | Bemerkungen |
| ------ | ------------- | ---------------------------- | ------------------- | ------------------------------------------------------- | -------------------- | --- |
|        | 3. März 2010  | Nigeria                      | 2:5                 | Freundschaftsspiel                                      | ? (NGA)              | |
|        | 21. Mai 2010  | Saudi-Arabien                | 0:2                 | Freundschaftsspiel                                      | Wattens (ÖST)        | Erstes Länderspiel gegen Saudi-Arabien |
|        | 29. Mai 2010  | Nordkorea                    | :                   | Freundschaftsspiel                                      | ? (SCH)              | Abgebrochenes Spiel |
|        | 11. Aug. 2010 | Ägypten                      | 3:6                 | Freundschaftsspiel                                      | ? (ÄGY)              | |
|        | 5. Sep. 2010  | Senegal                      | 2:4                 | Fußball-Afrikameisterschaft 2012/Qualifikation          | Lubumbashi           | |
|        | 9. Okt. 2010  | Kamerun                      | 1:1                 | Fußball-Afrikameisterschaft 2012/Qualifikation          | Garoua (KMR)         | |
|        | 17. Nov. 2010 | Mali                         | 1:3                 | Freundschaftsspiel                                      | ?                    | |
|        | 8. Jan. 2011  | Kenia                        | 1:0                 | Freundschaftsspiel                                      | Kairo (ÄGY)          | |
|        | 11. Jan. 2011 | Sudan                        | 2:1                 | Freundschaftsspiel                                      | Kairo (ÄGY)          | |
|        | 14. Jan. 2011 | Uganda                       | 0:1                 | Freundschaftsspiel                                      | Kairo (ÄGY)          | |
|        | 17. Jan. 2011 | Kenia                        | 1:0                 | Freundschaftsspiel                                      | Kairo (ÄGY)          | |
|        | 6. Feb. 2011  | Kamerun                      | 0:2                 | Afrikanische Nationenmeisterschaft 2011 – Vorrunde      | Omdurman (SUD)       | |
|        | 9. Feb. 2011  | Gabun                        | 0:2                 | Freundschaftsspiel                                      | ?                    | |
|        | 10. Feb. 2011 | Elfenbeinküste               | 2:1                 | Afrikanische Nationenmeisterschaft 2011 – Vorrunde      | Omdurman (SUD)       | |
|        | 14. Feb. 2011 | Mali                         | 1:1                 | Afrikanische Nationenmeisterschaft 2011 – Vorrunde      | Omdurman (SUD)       | |
|        | 19. Feb. 2011 | Tunesien                     | 0:1                 | Afrikanische Nationenmeisterschaft 2011 – Viertelfinale | Khartum (SUD)        | |
|        | 27. März 2011 | Mauritius                    | 3:0                 | Fußball-Afrikameisterschaft 2012/Qualifikation          | Kinshasa             | |
|        | 5. Juni 2011  | Mauritius                    | 2:1                 | Fußball-Afrikameisterschaft 2012/Qualifikation          | Belle - Vue (MAU)    | |
|        | 10. Aug. 2011 | Gambia                       | 0:3                 | Freundschaftsspiel                                      | ? (GAM)              | Erstes Länderspiel gegen Gambia |
|        | 27. Aug. 2011 | Angola                       | 2:1                 | Freundschaftsspiel                                      | ? (ANG)              | |
|        | 3. Sep. 2011  | Senegal                      | 0:2                 | Fußball-Afrikameisterschaft 2012/Qualifikation          | Dakar (SEN)          | |
|        | 7. Okt. 2011  | Kamerun                      | 2:3                 | Fußball-Afrikameisterschaft 2012/Qualifikation          | Kinshasa             | |
|        | 6. Nov. 2011  | Lesotho                      | 3:0                 | Freundschaftsspiel                                      | ? (LES)              | |
|        | 11. Nov. 2011 | Swasiland                    | 3:1                 | Fußball-Weltmeisterschaft 2014/Qualifikation            | Lobamba (SWA)        | |
|        | 15. Nov. 2011 | Swasiland                    | 5:1                 | Fußball-Weltmeisterschaft 2014/Qualifikation            | Kinshasa             | |
|        | 15. Jan. 2012 | Oman                         | 2:2                 | Freundschaftsspiel                                      | ? (OMA)              | Erstes Länderspiel gegen Oman |
|        | 22. Feb. 2012 | Tansania                     | 0:0                 | Freundschaftsspiel                                      | ? (TAN)              | |
|        | 29. Feb. 2012 | Seychellen                   | 4:0                 | Fußball-Afrikameisterschaft 2013/Qualifikation          | Victoria (SEY)       | Erstes Länderspiel gegen Seychellen |
|        | 2. März 2012  | Ägypten                      | 0:0                 | Freundschaftsspiel                                      | ?                    | |
|        | 2. Juni 2012  | Kamerun                      | 0:1                 | Fußball-Weltmeisterschaft 2014/Qualifikation            | Yaoundé (KMR)        | |
|        | 10. Juni 2012 | Togo                         | 2:0                 | Fußball-Weltmeisterschaft 2014/Qualifikation            | Kinshasa             | |
|        | 17. Juni 2012 | Seychellen                   | 3:0                 | Fußball-Afrikameisterschaft 2013/Qualifikation          | Kinshasa             | |
|        | 9. Sep. 2012  | Äquatorialguinea             | 4:0                 | Fußball-Afrikameisterschaft 2013/Qualifikation          | Kinshasa             | Erstes Länderspiel gegen Äquatorialguinea |
|        | 14. Okt. 2012 | Äquatorialguinea             | 1:2                 | Fußball-Afrikameisterschaft 2013/Qualifikation          | Malabo (ÄQG)         | |
|        | 14. Nov. 2012 | Burkina Faso                 | 0:1                 | Freundschaftsspiel                                      | ?                    | |
|        | 20. Jan. 2013 | Ghana                        | 2:2                 | Afrikameisterschaft – Vorrunde                          | Port Elizabeth (SAF) | |
|        | 24. Jan. 2013 | Niger                        | 0:0                 | Afrikameisterschaft – Vorrunde                          | Port Elizabeth (SAF) | |
|        | 28. Jan. 2013 | Mali                         | 1:1                 | Afrikameisterschaft – Vorrunde                          | Durban (SAF)         | |
|        | 24. März 2013 | Libyen                       | 0:0                 | Fußball-Weltmeisterschaft 2014/Qualifikation            | Kinshasa             | |
|        | 1. Juni 2013  | Guinea                       | :                   | Freundschaftsspiel                                      | ?                    | Abgebrochenes Spiel |
|        | 7. Juni 2013  | Libyen                       | 0:0                 | Fußball-Weltmeisterschaft 2014/Qualifikation            | Tripolis (LBY)       | |
|        | 16. Juni 2013 | Kamerun                      | 0:0                 | Fußball-Weltmeisterschaft 2014/Qualifikation            | Kinshasa             | |
|        | 7. Juli 2013  | Republik Kongo               | 2:1                 | Afrikanische Nationenmeisterschaft 2014/Qualifikation   | ?                    | |
|        | 28. Juli 2013 | Republik Kongo               | 0:1                 | Afrikanische Nationenmeisterschaft 2014/Qualifikation   | ? (KGO)              | |
|        | 26. Aug. 2013 | Kamerun                      | 1:0                 | Afrikanische Nationenmeisterschaft 2014/Qualifikation   | ? (KMR)              | |
|        | 30. Aug. 2013 | Kamerun                      | 1:1                 | Afrikanische Nationenmeisterschaft 2014/Qualifikation   | ?                    | |
|        | 8. Sep. 2013  | Togo                         | 1:2                 | Fußball-Weltmeisterschaft 2014/Qualifikation            | Lomé (TOG)           | |
|        | 14. Jan. 2014 | Mauretanien                  | 1:0                 | Afrikanische Nationenmeisterschaft 2014 – Vorrunde      | Polokwane (SAF)      | |
|        | 18. Jan. 2014 | Gabun                        | 0:1                 | Afrikanische Nationenmeisterschaft 2014 – Vorrunde      | Polokwane (SAF)      | |
|        | 22. Jan. 2014 | Burundi                      | 2:1                 | Afrikanische Nationenmeisterschaft 2014 – Vorrunde      | Mangaung (SAF)       | |
|        | 26. Jan. 2014 | Ghana                        | 0:1                 | Afrikanische Nationenmeisterschaft 2014 – Viertelfinale | Mangaung (SAF)       | |
|        | 6. Sep. 2014  | Kamerun                      | 0:2                 | Fußball-Afrikameisterschaft 2015/Qualifikation          | Lubumbashi           | |
|        | 10. Sep. 2014 | Sierra Leone                 | 2:0                 | Fußball-Afrikameisterschaft 2015/Qualifikation          | Lubumbashi           | Erstes Länderspiel gegen Sierra Leone, Sierra Leone spielte wegen des Ausbruchs des Westafrikanischen Ebola-Virus 2014 in der Gruppenphase außerhalb des Landes.         |
|        | 11. Okt. 2014 | Elfenbeinküste               | 1:2                 | Fußball-Afrikameisterschaft 2015/Qualifikation          | Kinshasa             | |
|        | 15. Okt. 2014 | Elfenbeinküste               | 4:3                 | Fußball-Afrikameisterschaft 2015/Qualifikation          | Abidjan (ELF)        | |
|        | 15. Nov. 2014 | Kamerun                      | 0:1                 | Fußball-Afrikameisterschaft 2015/Qualifikation          | Yaoundé (KMR)        | |
|        | 19. Nov. 2014 | Sierra Leone                 | 3:1                 | Fußball-Afrikameisterschaft 2015/Qualifikation          | Kinshasa             | |
|        | 7. Jan. 2015  | Kamerun                      | 1:1                 | Freundschaftsspiel                                      | ?                    | |
|        | 18. Jan. 2015 | Sambia                       | 1:1                 | Afrikameisterschaft – Vorrunde                          | Ebebiyín (AQG)       | |
|        | 22. Jan. 2015 | Kap Verde                    | 0:0                 | Afrikameisterschaft – Vorrunde                          | Ebebiyín (AQG)       | |
|        | 26. Jan. 2015 | Tunesien                     | 1:1                 | Afrikameisterschaft – Vorrunde                          | Bata (AQG)           | |
|        | 31. Jan. 2015 | Republik Kongo               | 4:2                 | Afrikameisterschaft – Viertelfinale                     | Bata (AQG)           | |
|        | 4. Feb. 2015  | Elfenbeinküste               | 1:3                 | Afrikameisterschaft-Halbfinale                          | Bata (AQG)           | |
|        | 7. Feb. 2015  | Äquatorialguinea             | 0:0 n. V. 4:2 i.E   | Afrikameisterschaft-Spiel um Platz 3                    | Bata (AQG)           | |
|        | 28. März 2015 | Irak                         | 1:2                 | Freundschaftsspiel                                      | Sharjah (VAE)        | Erstes Länderspiel gegen Irak |
|        | 31. März 2015 | Irak                         | 0:1                 | Freundschaftsspiel                                      | Sharjah (VAE)        | |
|        | 8. Mai 2015   | Gabun                        | :                   | Freundschaftsspiel                                      | ?                    | Abgebrochenes Spiel |
|        | 3. Juni 2015  | Burkina Faso                 | :                   | Freundschaftsspiel                                      | ?                    | Abgebrochenes Spiel |
|        | 9. Juni 2015  | Kamerun                      | 1:1                 | Freundschaftsspiel                                      | ?                    | |
|        | 14. Juni 2015 | Madagaskar                   | 2:1                 | Fußball-Afrikameisterschaft 2017/Qualifikation          | Kinshasa             | |
|        | 29. Aug. 2015 | Ruanda                       | :                   | Freundschaftsspiel                                      | ?                    | Abgebrochenes Spiel |
|        | 6. Sep. 2015  | Zentralafrikanische Republik | 0:2                 | Fußball-Afrikameisterschaft 2017/Qualifikation          | Bangui (ZTA)         | |
|        | 8. Okt. 2015  | Nigeria                      | 2:0                 | Freundschaftsspiel                                      | ?                    | |
|        | 18. Okt. 2015 | Zentralafrikanische Republik | :                   | Afrikanische Nationenmeisterschaft 2016/Qualifikation   | Kinshasa             | Zentralafrikanische Republik zog sich zurück |
|        | 23. Okt. 2015 | Zentralafrikanische Republik | :                   | Afrikanische Nationenmeisterschaft 2016/Qualifikation   | ? (ZTA)              | |
|        | 12. Nov. 2015 | Burundi                      | 3:2                 | Fußball-Weltmeisterschaft 2018/Qualifikation            | Bujumbura (BDI)      | |
|        | 15. Nov. 2015 | Burundi                      | 3:0                 | Fußball-Weltmeisterschaft 2018/Qualifikation            | Kinshasa             | Die FIFA wertete das Spiel nachträglich mit 3:0 für die DR Kongo, da Burundi unzulässigerweise den Spieler Gaël Bigirimana einsetzte. Das Spiel endete ursprünglich 2:2. |
|        | 10. Jan. 2016 | Ruanda                       | 0:1                 | Freundschaftsspiel                                      | ?                    | |
|        | 17. Jan. 2016 | Äthiopien                    | 3:0                 | Afrikanische Nationenmeisterschaft 2016 – Vorrunde      | Butare (RWA)         | |
|        | 21. Jan. 2016 | Angola                       | 4:2                 | Afrikanische Nationenmeisterschaft 2016 – Vorrunde      | Butare (RWA)         | |
|        | 25. Jan. 2016 | Kamerun                      | 1:3                 | Afrikanische Nationenmeisterschaft 2016 – Vorrunde      | Butare (RWA)         | |
|        | 30. Jan. 2016 | Ruanda                       | 2:1 n.V             | Afrikanische Nationenmeisterschaft 2016 – Viertelfinale | Kigali (RWA)         | |
|        | 3. Feb. 2016  | Guinea                       | 1:1 n. V. 5:4 i. E. | Afrikanische Nationenmeisterschaft 2016-Halbfinale      | Kigali (RWA)         | |
|        | 7. Feb. 2016  | Mali                         | 3:0                 | Afrikanische Nationenmeisterschaft 2016 – Finale        | Kigali (RWA)         | |
|        | 26. März 2016 | Angola                       | 2:1                 | Fußball-Afrikameisterschaft 2017/Qualifikation          | Kinshasa             | |
|        | 29. März 2016 | Angola                       | 2:0                 | Fußball-Afrikameisterschaft 2017/Qualifikation          | Luanda (ANG)         | |
|        | 25. Mai 2016  | Rumänien                     | 1:1                 | Freundschaftsspiel                                      | Como (ITA)           | |
|        | 30. Mai 2016  | Ägypten                      | :                   | Freundschaftsspiel                                      | ?                    | Abgebrochenes Spiel |
|        | 5. Juni 2016  | Madagaskar                   | 6:1                 | Fußball-Afrikameisterschaft 2017/Qualifikation          | Mahajanga (MAD)      | |
|        | 19. Juni 2016 | Mosambik                     | 1:0                 | COSAFA Cup 2016 – Viertelfinale                         | Windhoek (NAM)       | |
|        | 22. Juni 2016 | Botswana                     | 0:0 n. V. 4:5 i. E. | COSAFA Cup 2016-Halbfinale                              | Windhoek (NAM)       | |
|        | 25. Juni 2016 | Swasiland                    | 0:1                 | COSAFA Cup 2016-Spiel um Platz 3                        | Windhoek (NAM)       | |
|        | 4. Sep. 2016  | Zentralafrikanische Republik | 4:1                 | Fußball-Afrikameisterschaft 2017/Qualifikation          | Kinshasa             | |
|        | 4. Okt. 2016  | Kenia                        | 0:1                 | Freundschaftsspiel                                      | Kinshasa             | |
|        | 8. Okt. 2016  | Libyen                       | 4:0                 | Fußball-Weltmeisterschaft 2018/Qualifikation            | Kinshasa             | |
|        | 13. Nov. 2016 | Guinea                       | 2:1                 | Fußball-Weltmeisterschaft 2018/Qualifikation            | Conakry (GUI)        | |
|        | 5. Jan. 2017  | Kamerun                      | 0:2                 | Freundschaftsspiel                                      | Yaoundé (KMR)        | |
|        | 16. Jan. 2017 | Marokko                      | 1:0                 | Afrikameisterschaft – Vorrunde                          | Oyem (GAB)           | |
|        | 20. Jan. 2017 | Elfenbeinküste               | 2:2                 | Afrikameisterschaft – Vorrunde                          | Ebebiyín (GAB)       | |
|        | 24. Jan. 2017 | Togo                         | 3:1                 | Afrikameisterschaft – Vorrunde                          | Port-Gentil (GAB)    | |
|        | 29. Jan. 2017 | Ghana                        | 1:2                 | Afrikameisterschaft – Viertelfinale                     | Oyem (GAB)           | |
|        | 26. März 2017 | Kenia                        | 1:2                 | Freundschaftsspiel                                      | Nairobi (KEN)        | |
|        | 5. Juni 2017  | Botswana                     | 2:0                 | Freundschaftsspiel                                      | Rabat (MAR)          | |
|        | 10. Juni 2017 | Republik Kongo               | 3:1                 | Fußball-Afrikameisterschaft 2019/Qualifikation          | Kinshasa             | |
|        | 31. Juli 2017 | Marokko                      | :                   | Freundschaftsspiel                                      | ?                    | Abgebrochenes Spiel |
|        | 11. Aug. 2017 | Republik Kongo               | 0:0                 | Afrikanische Nationenmeisterschaft 2018/Qualifikation   | Brazzaville (KGO)    | |
|        | 19. Aug. 2017 | Republik Kongo               | 1:1                 | Afrikanische Nationenmeisterschaft 2018/Qualifikation   | Kinshasa             | |
|        | 1. Sep. 2017  | Tunesien                     | 1:2                 | Fußball-Weltmeisterschaft 2018/Qualifikation            | Radès (TUN)          | |
|        | 5. Sep. 2017  | Tunesien                     | 2:2                 | Fußball-Weltmeisterschaft 2018/Qualifikation            | Kinshasa             | |
|        | 7. Okt. 2017  | Libyen                       | 2:1                 | Fußball-Weltmeisterschaft 2018/Qualifikation            | Monastir (TUN)       | |
|        | 11. Nov. 2017 | Guinea                       | 3:1                 | Fußball-Weltmeisterschaft 2018/Qualifikation            | Kinshasa             | |
|        | 27. März 2018 | Tansania                     | 0:2                 | Freundschaftsspiel                                      | Daressalam (TAN)     | |
|        | 28. Mai 2018  | Nigeria                      | 1:1                 | Freundschaftsspiel                                      | Port Harcourt (NGA)  | |
|        | 7. Sep. 2018  | Liberia                      | 1:1                 | Fußball-Afrikameisterschaft 2019/Qualifikation          | Monrovia (LBR)       | |
|        | 10. Okt. 2018 | Simbabwe                     | 1:2                 | Fußball-Afrikameisterschaft 2019/Qualifikation          | Kinshasa             | |
|        | 16. Okt. 2018 | Simbabwe                     | 1:1                 | Fußball-Afrikameisterschaft 2019/Qualifikation          | Harare (ZIM)         | |
|        | 16. Nov. 2018 | Republik Kongo               | 1:1                 | Fußball-Afrikameisterschaft 2019/Qualifikation          | Brazzaville (KGO)    | |
|        | 22. März 2019 | Liberia                      | 1:0                 | Fußball-Afrikameisterschaft 2019/Qualifikation          | Kinshasa             | |
|        | 9. Juni 2019  | Burkina Faso                 | 0:0                 | Freundschaftsspiel                                      | Marbella (ESP)       | |
|        | 15. Juni 2019 | Kenia                        | 1:1                 | Freundschaftsspiel                                      | Madrid (ESP)         | |
|        | 22. Juni 2019 | Uganda                       | 0:2                 | AM 2019-Vorrunde                                        | Kairo (ÄGY)          | |
|        | 26. Juni 2019 | Ägypten                      | 0:2                 | AM 2019-Vorrunde                                        | Kairo (ÄGY)          | |
|        | 30. Juni 2019 | Simbabwe                     | 4:0                 | AM 2019-Vorrunde                                        | Kairo (ÄGY)          | |
|        | 7. Juli 2019  | Madagaskar                   | 2:2 n. V. 2:4 i. E. | AM 2019-Achtelfinale                                    | Alexandria (ÄGY)     | |
|        | 18. Sep. 2019 | Ruanda                       | 2:3                 | Freundschaftsspiel                                      | Kinshasa             | |
|        | 20. Sep. 2019 | Zentralafrikanische Republik | 2:0                 | ANM 2020-Qualifikation                                  | Bangui (ZTA)         | |
|        | 10. Okt. 2019 | Algerien                     | 1:1                 | Freundschaftsspiel                                      | Blida (ALG)          | |
|        | 14. Okt. 2019 | Elfenbeinküste               | 1:3                 | Freundschaftsspiel                                      | Amiens (FRA)         | |
|        | 20. Okt. 2019 | Zentralafrikanische Republik | 4:1                 | ANM 2020-Qualifikation                                  | Kinshasa             | |
|        | 14. Nov. 2019 | Gabun                        | 0:0                 | Afrika-Cup 2021/Qualifikation                           | Kinshasa             | |
|        | 18. Nov. 2019 | Gambia                       | 2:2                 | Afrika-Cup 2021/Qualifikation                           | Bakau (GAM)          | |

#### Seit 2020
| Nummer | Datum         | Gegner         | Resultat | Anlass                                                | Austragungsort     | Bemerkungen                |
| ------ | ------------- | -------------- | -------- | ----------------------------------------------------- | ------------------ | -------------------------- |
|        | 16. Feb. 2020 | Kamerun        | 0:1      | Freundschaftsspiel                                    | Kinshasa           |                            |
|        | 9. Okt. 2020  | Burkina Faso   | 0:3      | Freundschaftsspiel                                    | Kinshasa           |                            |
|        | 13. Okt. 2020 | Marokko        | 1:1      | Freundschaftsspiel                                    | Rabat (MAR)        |                            |
|        | 14. Nov. 2020 | Angola         | 0:0      | Afrika-Cup 2021/Qualifikation                         | Kinshasa           |                            |
|        | 17. Nov. 2020 | Angola         | 1:0      | Afrika-Cup 2021/Qualifikation                         | Luanda (ANG)       |                            |
|        | 17. Jan. 2021 | Republik Kongo | 1:0      | Afrikanische Nationenmeisterschaft 2021-Vorrunde      | Douala (KMR)       |                            |
|        | 21. Jan. 2021 | Libyen         | 1:1      | Afrikanische Nationenmeisterschaft 2021-Vorrunde      | Douala (KMR)       |                            |
|        | 25. Jan. 2021 | Niger          | 2:1      | Afrikanische Nationenmeisterschaft 2021-Vorrunde      | Yaoundé (KMR)      |                            |
|        | 30. Jan. 2021 | Kamerun        | 1:2      | Afrikanische Nationenmeisterschaft 2021-Viertelfinale | Douala (KMR)       |                            |
|        | 22. März 2021 | Gabun          | 0:3      | Afrika-Cup 2021/Qualifikation                         | Franceville (GAB)  |                            |
|        | 30. März 2021 | Gambia         | 1:0      | Afrika-Cup 2021/Qualifikation                         | Kinshasa           |                            |
|        | 5. Juni 2021  | Tunesien       | 0:1      | Freundschaftsspiel                                    | Radès (TUN)        |                            |
|        | 11. Juni 2021 | Mali           | 1:1      | Freundschaftsspiel                                    | Radès (TUN)        |                            |
|        | 2. Sep. 2021  | Tansania       | 1:1      | WM 2022 Qualifikation zweite Runde                    | Lubumbashi         |                            |
|        | 6. Sep. 2021  | Benin          | 1:1      | WM 2022 Qualifikation zweite Runde                    | Cotonou (BEN)      |                            |
|        | 7. Okt. 2021  | Madagaskar     | 2:0      | WM 2022 Qualifikation zweite Runde                    | Rabat (MAR)        |                            |
|        | 10. Okt. 2021 | Madagaskar     | 0:1      | WM 2022 Qualifikation zweite Runde                    | Antananarivo (MAD) |                            |
|        | 11. Nov. 2021 | Tansania       | 3:0      | WM 2022 Qualifikation zweite Runde                    | Daressalam (TAN)   |                            |
|        | 14. Nov. 2021 | Benin          | 2:0      | WM 2022 Qualifikation zweite Runde                    | Kinshasa           |                            |
|        | 1. Feb. 2022  | Bahrain        | 0:1      | Freundschaftsspiel                                    | Dubai (ARE)        | Erstes Spiel gegen Bahrain |
|        | 23. März 2022 | Marokko        | 1:1      | WM 2022 Qualifikation dritte Runde                    | Kinshasa           |                            |
|        | 29. März 2022 | Marokko        | 1:4      | WM 2022 Qualifikation dritte Runde                    | Rabat (MAR)        |                            |